# Manfred Arlt
Manfred Arlt (* 27. Dezember 1928 in Dresden; † 2006) war ein deutscher Architekt.

## Leben
Arlt studierte nach einer absolvierten Lehre und zweijähriger Tätigkeit als Maurergeselle von 1947 bis 1949 an der Staatsbauschule in Dresden. Anschließend arbeitete er als Architekt. Für die Dresdner Innenstadt entwarf er Hotels und Wohnhauskomplexe, darunter die Prager Zeile und das Interhotel Newa an der Prager Straße. Zudem war Arlt am Wiederaufbau zentraler Bauten in Dresden beteiligt, darunter am Wiederaufbau des Neuen Rathauses und am Umbau der Dreikönigskirche.

## Bauten (Auswahl)

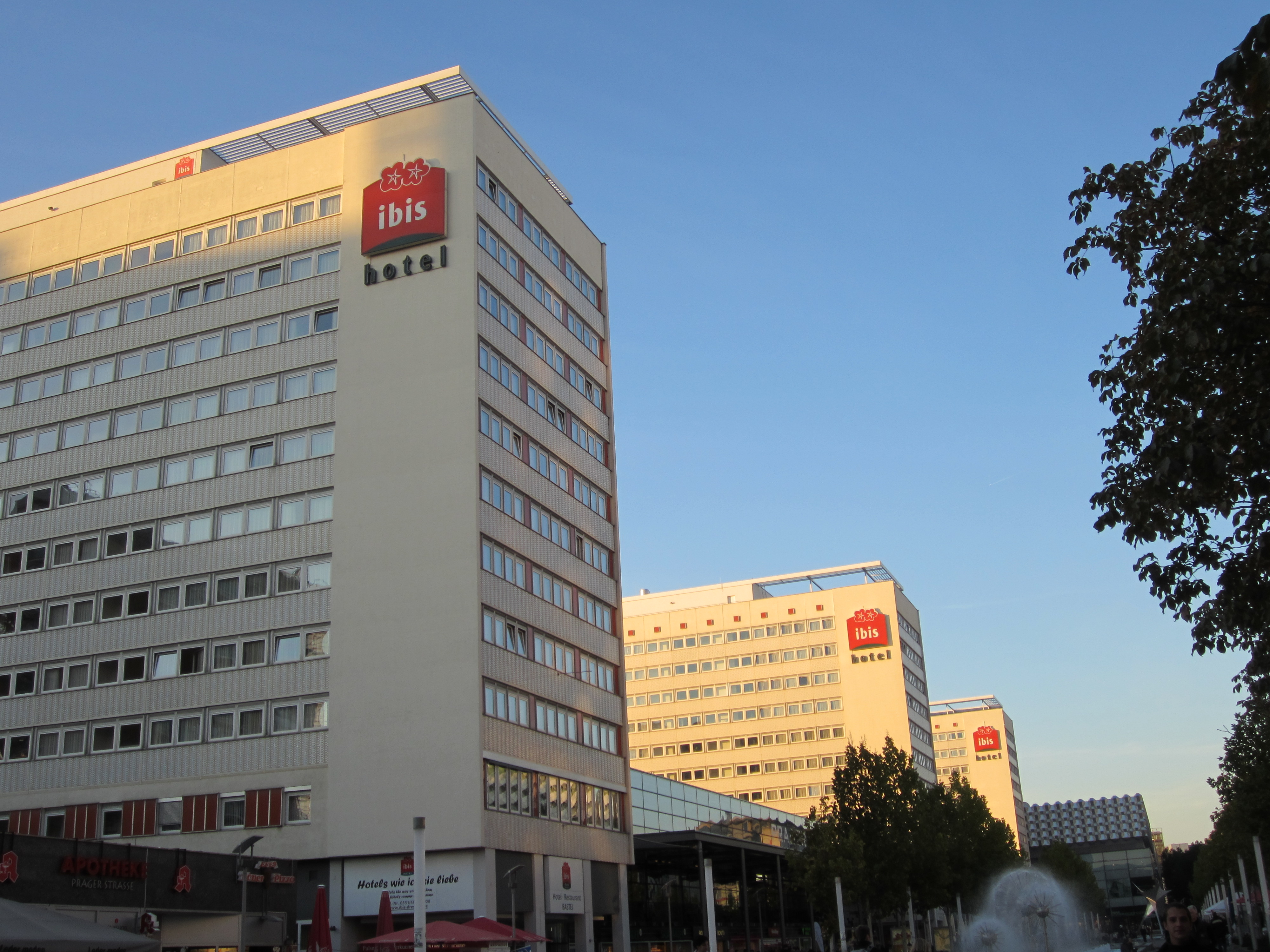
Hotels Bastei, Königstein und Lilienstein

- 1948–1952: Wiederaufbau des Neuen Rathauses Dresden
- 1958–1961: Gebäude Ringstraße 3–11 / Wilsdruffer Straße 3–7 in Dresden
- 1962–1965: Wiederaufbau des Festsaalflügels im Neuen Rathaus
- 1963–1966: Wiederaufbau des Georgenbaus (Dresdner Schloss)
- 1965: Wiederaufbau des Landhauses, Dresden
- 1965–1967: Prager Zeile
- 1968–1970: Hotels Bastei, Königstein und Lilienstein auf der Prager Straße, Dresden
- 1970: Interhotel Newa, heute Hotel Pullman Dresden Newa
- 1978–1980: Rekonstruktion des Blockhauses, Dresden
- 1980–1987: Um- und Wiederaufbau der Dresdner Dreikönigskirche
- 1996–1997: Gebäude an der Kaditzer Flutrinne (Beteiligung)[2][3]